# Peroxyde

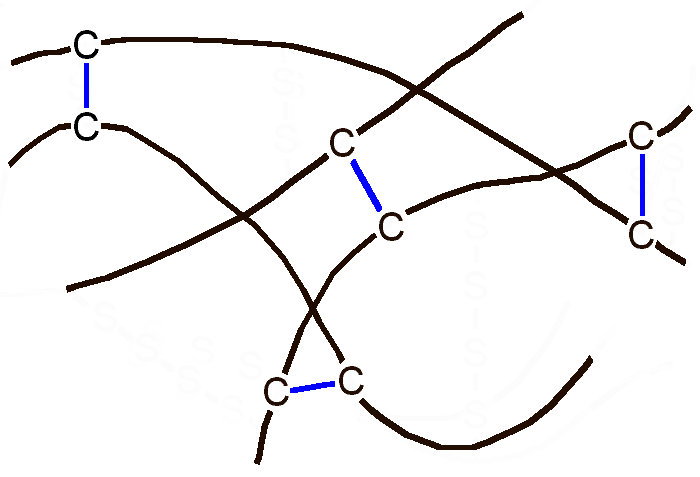
Utilisé avec un coagent, un peroxyde organique permet de vulcaniser un élastomère.

Un peroxyde, (prononciation : [pεʀɔksid]) est un composé chimique contenant un groupe fonctionnel de formule générale R-O-O-R' (abrégé peroxo quand il est mis en préfixe). Ces composés renferment une plus grande quantité d'oxygène qu'un oxyde normal. Les peroxydes sont des oxydants très actifs et peuvent être utilisés comme comburants dans des explosifs ou des propergols.

## Nomenclature
En chimie organique, les composés non-cycliques contenant un groupe peroxyde sont nommés en déterminant les 2 chaines rattachées au groupe O-O et en créant à partir des noms radicalaires la structure peroxyde de X-yle et de Y-yle. Exemple : peroxyde de méthyle et de pentyle. Si les 2 groupes sont les mêmes, on peut simplifier le nom en peroxyde de Z-yle. Par exemple : peroxyde de benzoyle.
En chimie inorganique, les peroxydes sont nommés selon la même règle. Exemple : peroxyde de sodium. Lorsque la liaison -O-O- est incluse dans une chaîne carbonée, on parle de peroxyde organique.

## Historique
Les premiers composés peroxydiques ont été découverts par Louis Joseph Gay-Lussac et Louis Jacques Thénard en 1811, qui produisirent du peroxyde de sodium par combustion de sodium métallique. Le peroxyde de baryum et le peroxyde de potassium furent produits de la même manière.

## Propriétés
La liaison O-O est instable en raison du degré d'oxydation de l'oxygène égal à -1 (exception). Le groupe fonctionnel est ainsi très réactif et peut réagir en tant qu'oxydant (cas le plus courant) ou réducteur afin d'atteindre des degrés d'oxydation plus stables. Une autre propriété de ce groupe est sa capacité à former des radicaux par clivage homolytique de la liaison O-O. Ce clivage peut être initié thermiquement, par catalyse ou par UV. Un peroxyde est caractérisé notamment par sa température de demi-vie T½ (donnée pour des demi-vies t½ de 10 h et 1 h), son taux massique en oxygène actif, sa température de décomposition auto-accélérée (TDAA), sa température maximale de stockage et sa zone de températures d'utilisation ; certains paramètres permettent un classement selon la stabilité.
Certaines molécules sont considérées comme très dangereuses, car elles présentent d'importants risques d'incendie et d'explosion. Certains grades incorporent un flegmatisant. Il est généralement recommandé de stocker à part les peroxydes afin d'éviter toute réaction avec d'autres molécules.

## Usage industriel
Les peroxydes, notamment organiques, trouvent une application industrielle comme amorceurs radicalaires dans les industries du plastique (pour réaliser des polymérisations), du caoutchouc (pour réaliser des vulcanisations) ou pour réticuler (durcir) des résines.
Par exemple, les peroxydes de dialkyle, de diacyle (tels le peroxyde de benzoyle ; utilisés habituellement pour vulcaniser les élastomères silicones) et les peracétals (diperoxyketals en anglais), tels le TMC, sont des agents vulcanisants ; ils sont utilisés avec des coagents (métalliques ou non).